# Hamer (Idaho)
Pour les articles homonymes, voir Hamer.
Hamer est une ville américaine située dans le comté de Jefferson en Idaho.

## Démographie
| 1960 | 1970 | 1980 | 1990 | 2000 | 2010 |
| ---- | ---- | ---- | ---- | ---- | ---- |
| 144  | 81   | 93   | 79   | 12   | 48   |

Selon le recensement de 2010, Hamer compte 48 habitants. La municipalité s'étend sur 0,19 mille carré (0,49 km2).